# Mariah's World
Mariah's World é uma série televisiva estadunidemse, dos gêneros reality Show e documentário, exibida entre 4 de dezembro de 2016 e 29 de janeiro de 2017, no canal E!.
Tendo sido anunciada no dia 16 de Março de 2016, a série documental conta com oito episódios, e acompanha a vida da cantora Mariah Carey no inicio de sua turnê The Sweet Sweet Fantasy Tour ao redor da Europa, e seus planos de casamento. "Eu me recuso a chamar isso de reality show", disse Mariah em uma entrevista ao The New York Times. Ela ainda comentou que o objetivo da série é que seus fãs conheçam melhor sua personalidade, e não mostrem que: “Aqui estou eu, fazendo as unhas”.

## Recepção
De forma geral, Mariah's World recebeu mistas a negativas dos críticos de televisão. O Rotten Tomatoes acumulou uma classificação "podre" de 44%. Da mesma forma, o site agregador de resenhas Metacritic calculou uma classificação média de 51 em 100, indicando "avaliações mistas ou médias".

## Transmissão
Internacionalmente, a série foi ao ar na Austrália e na Nova Zelândia, na versão local do E! em transmissão simultânea com a estreia americana.
A série foi ao ar no Reino Unido, Irlanda e França na versão local do E! em 16 de dezembro de 2016.

## Episódios
| Número | Título                     | Exibição original      | Audiência nos EUA | Duração    |
| --- | -------------------------- | ---------------------- | ----------------- | ---------- |
| 1 | "For The Love of The Tour" | 4 de dezembro de 2016  | 2.2 milhões       | 43 minutos |
| Mariah planeja seu casamento com o bilionário James Packer e o lançamento de sua primeira turnê mundial em uma década simultaneamente, o que se torna um dilema difícil. Enquanto isso, Mariah corre contra o relógio até a hora do show e confia a turnê às mãos de sua nova e durona empresária, Stella. |                            |                        |                   |            |
| 2 | "Bone of Contention"       | 10 de dezembro de 2016 | 0.81 milhões      | 43 minutos |
| Enquanto Mariah continua com uma agenda cansativa de turnê, ela faz tudo o que pode para ser a melhor mãe para seus gêmeos e estabelece uma base confortável em Londres. Mas quando um desentendimento acalorado surge entre os artistas principais, Mariah é puxada para o meio do conflito e fica dividida entre dois de seus amigos mais próximos. |                            |                        |                   |            |
| 3 | "Crossing Borders"         | 4 de dezembro de 2016  | 0.73 milhões      | 42 minutos |
| Mariah precisa reconquistar seu público quando uma mudança de fuso horário passa despercebida e ela chega uma hora atrasada para seu show em Luxemburgo. À medida que ex-funcionários vazam informações sobre Stella para a imprensa, Stella reavalia sua estratégia com a equipe para proteger a reputação de Mariah. Enquanto isso, o cabeleireiro de Mariah comete um erro caro, e Stella relutantemente traz de volta a impetuosa Danielle, ex-cabeleireira de Mariah, que vem com um drama preocupante.                                                                   |                            |                        |                   |            |
| 4 | "Mimi's Anniversary"       | 31 de dezembro de 2016 | 0.54 milhões      | 43 minutos |
| A festiva Mariah traz lembranças especiais A seus filhos e fala sobre seu passado. Molly continua se esforçando para agradar sua chefe durona, Stella, mas quando ela desaparece em um momento de necessidade de Stella, as lágrimas são a menor de suas preocupações. Enquanto isso, Tanaka acende um fósforo com MC quando ele salta do bolo de aniversário dela. |                            |                        |                   |            |
| 5 | "Catching Feelings"        | 1 de julho de 2017     | 0.55 milhões      | 42 minutos |
| Mariah passa mais tempo com sua família quando aluga uma casa grande para todos ficarem no Lago Como, e Tanaka se esforça para controlar seus sentimentos platônicos. Mas o momento de Tanaka ao sol com Mimi pode estar em perigo quando ele sofre uma lesão inesperada que pode mandá-lo para casa. |                            |                        |                   |            |
| 6 | "The Show Must Go On"      | 14 de julho de 2017    | 0.61 milhões      | 43 minutos |
| A perda de seu lendário amigo, Prince, deixa Mariah arrasada momentos antes de um show em Paris. Quando outro dançarino se machuca, Mariah começa a sentir que é hora de simplificar o show, mas Anthony é contra, e agora tem que treinar dois novos dançarinos rapidamente. Quando o noivo de Mariah, James, vem visitá-la, Tanaka fica com o coração partido, percebendo que tudo o que sentia era fantasia sua. |                            |                        |                   |            |
| 7 | "Got Me Feeling Emotions"  | 21 de julho de 2017    | 0.51 milhões      | 42 minutos |
| À medida que a etapa europeia da turnê mundial termina, as emoções aumentam e Mariah fica aliviada ao descobrir que sua backing vocal, e melhor amiga, MaryAnne, finalmente perdoou Anthony, seu codiretor criativo. Enquanto isso, Mariah começa a reconhecer que seus sentimentos por Tanaka transcendem a amizade. Durante uma divertida noite em Amsterdã, um dos dançarinos experimenta a especialidade local pela primeira vez e fica extremamente chapado, e Mariah não resiste à vontade de fazer uma pegadinha com uma grande surpresa quando ele acorda em sua cama. |                            |                        |                   |            |
| 8 | "We Belong Together"       | 28 de julho de 2017    | 0.51 milhões      | 43 minutos |
| No final da temporada, quando a The Sweet Sweet Fantasy Tour chega ao fim na África do Sul, é agridoce para Mariah dizer adeus à sua família de estrada. Enquanto isso, Tanaka está no topo do mundo quando Mariah o promove a codiretor, mas a tensão aumenta quando Anthony é o último a saber... Quando os planos de casamento de Mariah fracassam, ela decide dar um salto de fé e seguir seu coração, independentemente de qualquer opinião externa. |                            |                        |                   |            |